# Habitation Fonds Saint-Jacques
L'habitation Fonds Saint-Jacques, est une ancienne plantation coloniale monastique située sur la commune de Sainte-Marie, en Martinique. Fondée au XVIIe siècle par les missionnaires dominicains, elle fut l'une des plus grandes plantations esclavagistes de la Martinique. Les bâtiments restant sont inscrits à l'Inventaire supplémentaire des monuments historiques depuis le 27 mai 1980.
Actuellement, le site abrite le Centre culturel de Fonds Saint-Jacques, labellisé centre culturel de rencontre en 2001.

## Histoire

### Contexte de conquête coloniale
Au début de sa colonisation par les Européens, la Martinique est divisée en deux : d’un côté la demeure des colons français, la Côte-sous-le-vent ; de l’autre celle des autochtones Kalinagos (Caraïbes), la Capesterre. En 1657, une vingtaine d'années après l'arrivée des premiers colons, les relations se dégradent avec les autochtones à la suite d'intrusions des Français en territoire amérindien. À la mort du gouverneur de l'île, Jacques Dyel du Parquet, le 3 janvier 1658, sa femme assure l'intérim. Sous l'influence de colons armés, elle déclare la guerre aux Caraïbes, et charge François Rolle de Laubière (en) de diriger une milice de 600 hommes armés. Les jésuites et les dominicains, deux ordres religieux missionnaires, accompagnent l'expédition mais sont en concurrence. Pour les départager, Madame Duparquet décide d’attribuer la direction des paroisses qui doivent être créées dans la région à l’ordre qui, le premier, chasserait les Caraïbes. Le père Jacques Bonin, supérieur des jésuites, prend la tête de 200 des hommes, et le père Jean de Boulogne, supérieur des dominicains, s'accompagne des 400 autres. La guerre est rude mais rapide. Bénéficiant d'une supériorité technologique, les colons remportent la bataille. La plupart des Caraïbes vaincus sont massacrés, et les survivants se réfugient vers le sud-est de l’ile, ou dans les îles de Saint Vincent et la Dominique.

### Fondation de l'habitation au XVIIe siècle sur les terres des Kalinagos

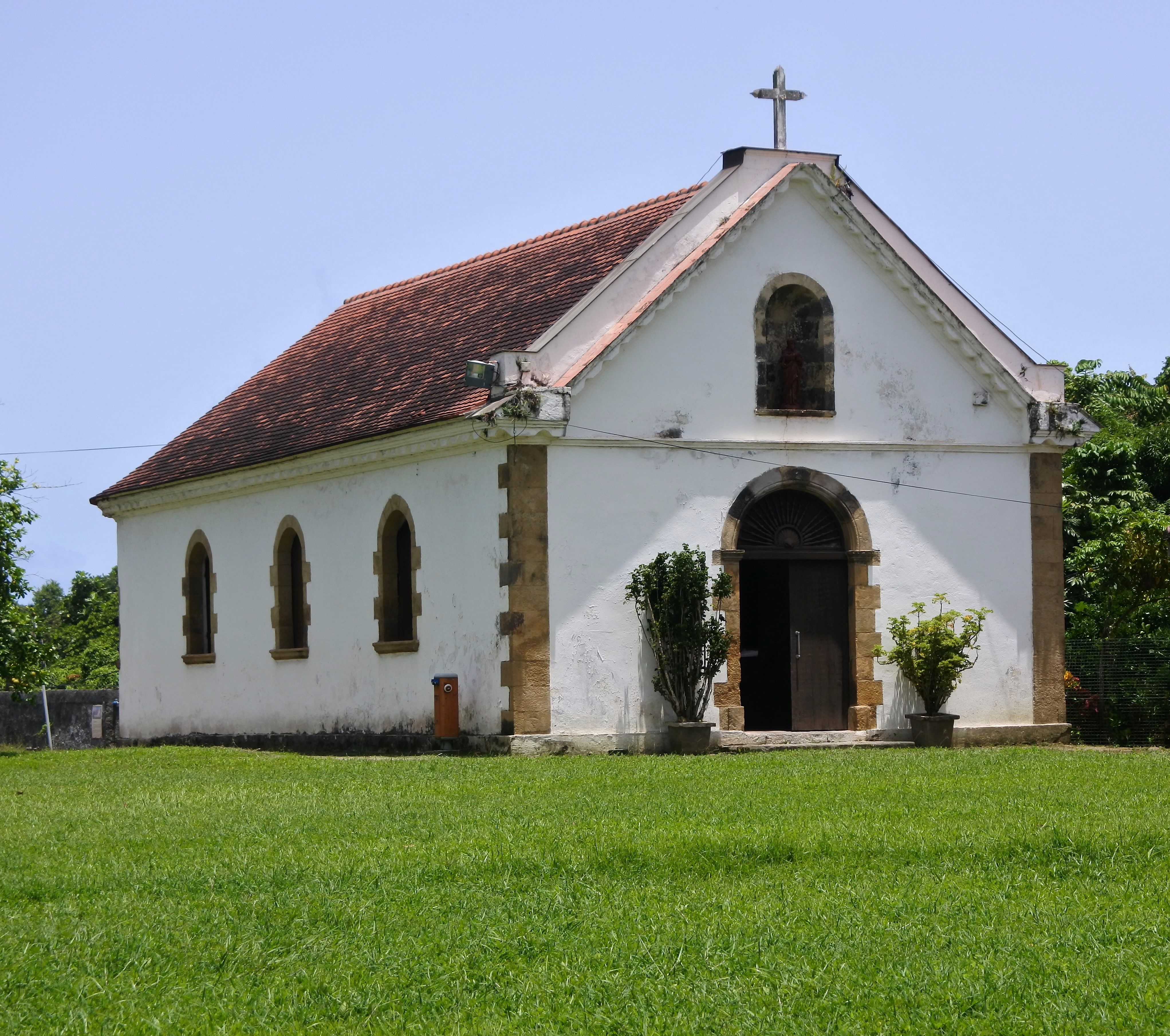
La chapelle Saint-Jacques, reconstruite en 1769.

Le 23 juin 1659, en remerciement de leur participation à la guerre contre les Indiens Kalinagos (Caraïbes), les religieux de l'Ordre de Saint-Dominique se voit remettre par la veuve du gouverneur Jacques Dyel Du Parquet, un domaine au nord de Sainte-Marie, pour y construire un couvent et établir une plantation (habitation).
Sur place, une première case est construite, ainsi qu'une petite chapelle. Afin de rendre hommage à son défunt mari Jacques, Mme Duparquet demande que cette dernière soit dédiée à l'apôtre Jacques. C'est cette chapelle qui donne son nom à l'habitation « Fonds-Saint-Jacques ».
Vers 1670, le Fonds-Saint-Jacques occupe entre 200 et 400 hectares, dont une trentaine est plantée en cannes à sucre. Sur l'exploitation travaillent une vingtaine d'esclaves originaires d'Afrique. La production sucrière fonctionne alors grâce à un moulin à bête.
La sucrerie est remaniée en 1689 sous la direction du père Temple, et reconstruite en maçonnerie. Le nouveau bâtiment mesure 30 mètres de long sur 8 de large. Dans la plantation travaillent alors une trentaine de captifs, 45 bêtes à cornes et 10 chevaux.  

### Passage du père Labat

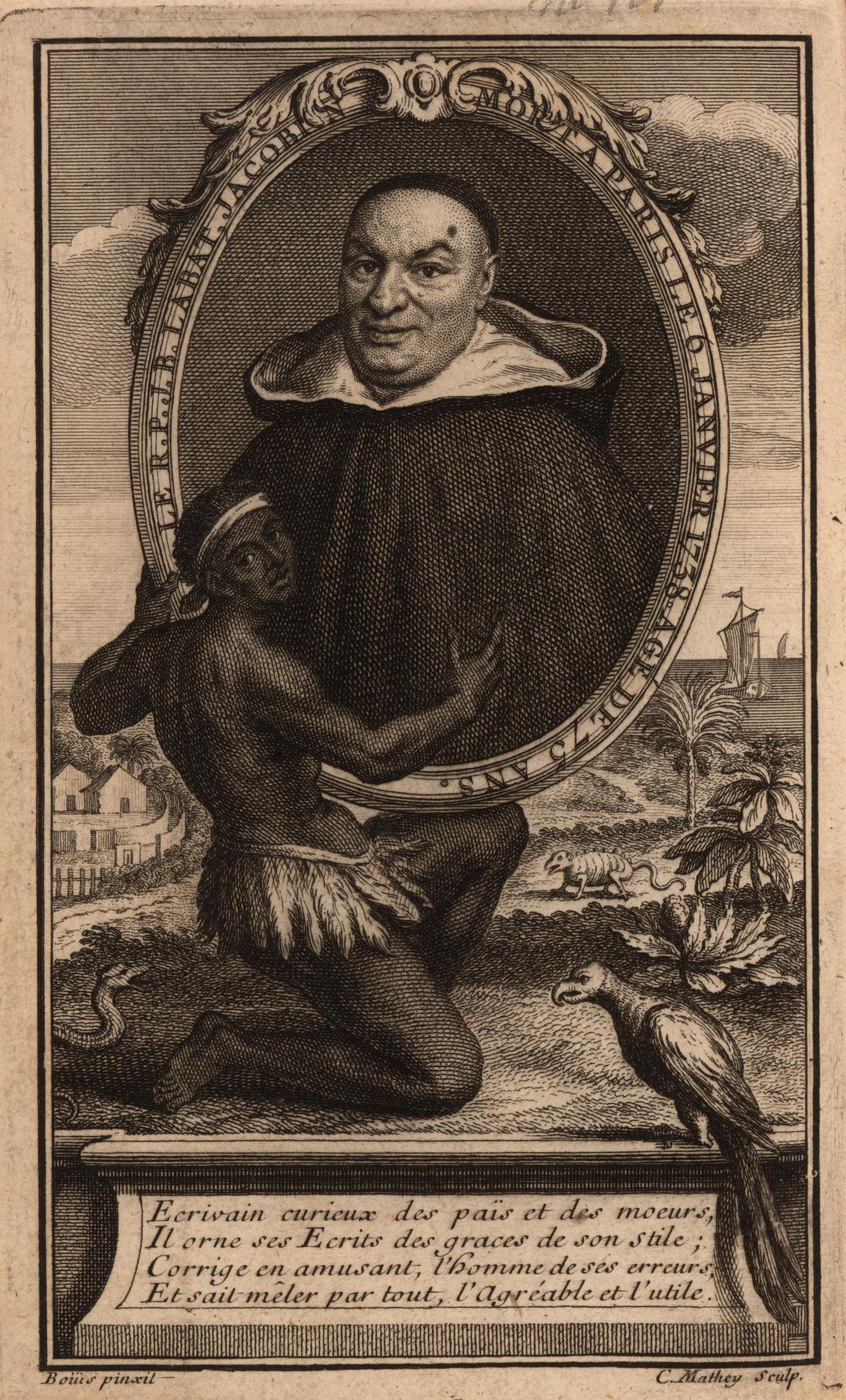
Portrait du père Labat.

De 1694 à 1705, le père Jean-Baptiste Labat prend la direction l'habitation. À son arrivée celle-ci compte 35 esclaves mais s'est fortement endettée. Il développe le domaine de manière exponentielle, en rationalisant son organisation, et en achetant des captifs africains, principalement en provenance de Guinée, du Cap Vert ou du Sénégal.  
Les travaux qu'il engage visent à ordonner rationnellement l'ensemble : « la maison doit avoir à côté ou derrière elle les offices, les magasins, la purgerie, l'étuve et, dans une distance raisonnable, la sucrerie et le moulin afin que le maître puisse voir commodément ce qui s'y passe, sans être incommodé du bruit qui s'y fait ». 
À son départ en 1705, l'habitation compte 120 esclaves, qui cultivent la canne sur environ 100 hectares, mais aussi des cultures vivrières tels le manioc, l'igname, la pomme de terre ou le mil. Elle produit 190 000 livres de sucre brut, 40 000 de sucre blanc et 12 000 livres de sucre sirop. La purgerie possède près de 1800 moules pour façonner les pains de sucre, issus d'une poterie appartenant également aux Dominicains, en Guadeloupe. 

### Poursuite du développement de l'habitation
En 1741, 138 esclaves travaillent sur l'habitation. La production atteint plus de 135 000 livres de sucre de canne. Les Dominicains dépensent 25 000 livres par an pour l’entretien des esclaves, les bâtiments et le renouvellement du cheptel. 
Un moulin à eau, un canal et un aqueduc sont construits en 1766, afin de récupérer l’eau de la rivière Saint-Jacques. L’activité du moulin est assurée par des femmes. En 1768, le domaine est agrandi à 230 hectares avec le rachat de plusieurs propriétés voisines. 
En 1783, l’habitation possède plus de 500 esclaves, et produit plus de 154 000 livres de sucre et 28 000 livres de rhum. 
Le nombre d'esclaves atteint même plus de 900 esclaves en 1788, pour une production de 800 barriques de sucre par an. Les dominicains en profitèrent pour effectuer des travaux sur l’habitation. La chapelle et la sucrerie furent reconstruits. On construisit des magasins. 

### Bien national à la Révolution
Pendant la Révolution française, les propriétés ecclésiastiques sont saisies en 1793 comme biens nationaux. Toutefois, si l'habitation devient domaniale, celle-ci est louée et mise en régie, et les dominicains continueront à l'administrer jusqu'en 1810 avec le père Trepsac puis son neveu M. Poux.
L'année suivante, en 1794, l'occupation de l'île par les Anglais à la demande des planteurs esclavagistes, empêche l'application de la première abolition de l'esclavage votée le 4 février 1794 par la Convention montagnarde. L'habitation prospère alors avec 574 personnes mises en esclavage. Au Traité d'Amiens de 1802, la Martinique est restituée à la France par les Anglais. Bonaparte, huit jours après s'être nommé consul à vie, confirme, le 20 mai 1802, le maintien de l'esclavage sur l'île.

### Stagnation puis abolition de l'esclavage
Le XIXe siècle voit la production de la plantation stagner. Elle est louée à des particuliers tels MM. Perpigna, Pajot, Gosset, Montfleury, Assier de Pompignan ou Prévoteau Lepelletier Duclary qui en fit une usine centrale dans le 4e quart du XIXe siècle.
En 1810, les liens de l'habitation avec l'ordre des Dominicains prennent fin. La propriété est alors louée au grand planteur Joseph Perpigna. 8 ans plus tard, elle compte encore 474 esclaves.
En 1836, la population de Sainte-Marie (4854 individus) présente la structure générale de la population martiniquaise de l’époque : une majorité d’esclaves, soit 80% de la population totale, mais ce sont les blancs, minoritaires, qui dominent l’économie. Sur la plantation, un rapport de l'administration déplore la situation de l'hôpital de la plantation, et celle des 400 esclaves qui ne disposent, pour se loger, que de 70 cases, dont 50 seulement en bon état.
En 1848, la Deuxième République vote l'abolition définitive de l'esclavage, la première pour la Martinique où la première n'a pu s'appliquer en raison de l'occupation anglaise. Au Fonds Saint-Jacques, M. Grosset, ancien directeur général de l’intérieur qui avait affermé l’habitation au prix annuel de 86000 francs, voit son bail résilié. Messieurs Garnier et Montfleury sont chargés de la mise en place du travail salarié sur l’habitation. 
En 1850, l’habitation est gérée par M. Prunier. Il l’endette jusqu’à 95000 Francs. 
Face au refus des nouveaux libres de travailler sur les habitations pour des salaires de misère, les propriétaires d’habitations, en collaboration avec l’administration de la colonie, organisent une autre forme d’immigration : l'engagisme. L’habitation domaniale de Fonds Saint-Jacques devient ainsi, en 1855, un centre d’accueil pour la main d’œuvre hindou. En octobre 1860, l’habitation accueille deux familles d’immigrants chinois. 
Le 10 Janvier 1866, une école primaire rurale est créée à Fonds Saint-Jacques, sous la direction des frères de Ploërmel. 

### Modernisation puis déclin de l'habitation à la fin du XIXe siècle
En 1873, Arthur de Pompignan devient le nouveau locataire de l’habitation, puis quelques années plus tard en 1881, Prévoteau le Pelletier Duclary reprend le bail. En 1893, ce dernier fait construire sur le site une usine centrale. Le moulin à aubes est remplacé par deux moulins Fletcher. Un générateur de vapeur et onze turbines sont installés à la place des anciennes machines. L’usine est affermée à Henry Simonet. Elle possède une voie ferrée de 6 km, ainsi qu’une locomotive de 10 tonnes et 72 wagons en bois.  
Toutefois, la crise sucrière qui sévit à cette époque en raison de la concurrence du sucre de betterave, et la proximité de l’usine centrale de Sainte-Marie, ne permettent pas à l’usine centrale de Fonds Saint-Jacques de se développer. Le 5 février 1900, les ouvriers agricoles de l'habitation se mettent en grève pour réclamer la tâche à deux francs, alors que leurs conditions de travail ne se sont guère améliorées depuis l'abolition. Le mouvement s’étend à plusieurs communes, mais termine dans le sang quand la gendarmerie tire sur les ouvriers grévistes faisant 10 morts.  

### Parcellisation et société agricole collectiviste
En 1903, l'habitation cesse son activité. En 1934, sous l’impulsion de Joseph Lagrosillière, député-maire socialiste de Sainte-Marie et président du Conseil général, les 230 hectares du domaine, propriété de la colonie, sont divisés en 230 lots, adjugés en location-vente aux habitants du quartier et à de modestes agriculteurs et ouvriers.  
En 1948, à la suite de la loi de départementalisation de 1946, le département (conseil général) devient propriétaire du site.  
Entre 1948 et 1960, la Martinique connaît une crise économique sans précédent, qui provoque la décomposition de l’économie sucrière et de la vie de plantation. Les habitants des bourgs et des campagnes se retrouvent sans travail. C'est dans ce contexte qu'est créée en 1958 la première Société d'intérêt collectif agricole (SICA) de la Martinique. Il s'agit d'un système de gestion coopérative, avec mise en commun du patrimoine foncier, de la production de denrées alimentaires, de leur commercialisation, et de la répartition des recettes. L'objectif est le développement d’une agriculture paysanne ou nourricière au bénéfice de la population. 

### Reconversion du site historique
Après le morcellement de la propriété dans les années 1930, le site central de l'ancienne habitation monastique, qui reste la propriété de la colonie, ne fait plus que 11 hectares. À l'abandon, il est utilisé comme lieu de rencontre par les habitants du quartier. 
En 1967, Jean Benoist, professeur d'anthropologie à l’Université de Montréal, crée sur le site l’association culturelle et scientifique de Fonds Saint-Jacques. Son objectif est d'en faire une base scientifique de formation à la recherche pour les étudiants québécois et, de manière plus générale, un centre destiné à une meilleure connaissance des sociétés antillaises. Grâce à une importante mise de fonds de l'université québécoise et du Conseil général de la Martinique, les bâtiments sont remis en état. 
En 1978-79, l'ethnomusicologue québécoise Monique Desroches réside à Fonds Saint-Jacques. Elle travaille notamment sur les séquences rythmiques des rituels des descendants d’immigrants indiens à la Martinique. 
En 1979, Jean Benoist quitte le centre de recherche. La continuité de la structure est maintenue pendant quelques années, mais elle perd peu à peu sa visibilité et son soutien au sein de l’Université de Montréal, qui décide en 1984 de ne pas renouveler sur place le bail. La bibliothèque du Centre est confiée à l'Université Antilles-Guyane.

### Aujourd'hui Centre culturel de rencontre
En 1987, le site connait une nouvelle transformation et devient un centre culturel départemental sous la responsabilité du Conseil général de la Martinique. Fonds Saint-Jacques devient dès lors un centre de création artistique et un site touristique. Le site centrale perd 9 hectares, passant de onze à deux. 
En 1992 alors que des ouvriers traçaient une route, on retrouve le cimetière d’esclaves de l'habitation. 
Avec la fusion du département et de la région en 2016, le site devient la propriété de la Collectivité territoriale de Martinique. En 2001, il obtient le label Centre culturel de rencontre, qui lui permet de développer un projet scientifique autour des traditions orales axé notamment sur le conte. 
Le site comporte un laboratoire caribéen de recherche sur l’oralité et un espace du conte et de la parole. Des visites contées du monument sont également organisées.
Le monastère accueille régulièrement des expositions, comme celle de l'artiste David Gumbs, Ethno Spirits, en 2023.

## Description de l'ensemble habitationnaire

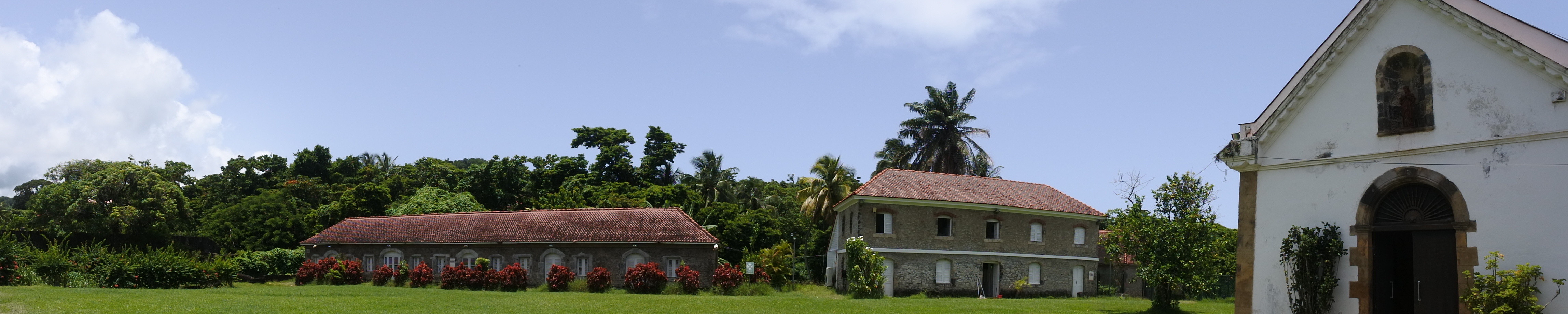
L'entrepôt, le monastère et la chapelle.

### Géographie de l'habitation
L'habitation est située en bordure de la rivière Saint-Jacques, au nord de la commune de Sainte-Marie. Elle est composée d'une purgerie, la maison des maîtres (monastère), ses dépendances ainsi que la chapelle, et des ruines de la sucrerie, de la distillerie et du moulin. Ces bâtiments formaient deux ensembles autrefois différenciés : un monastique, avec le couvent , sa cour de cloître et son jardin ; et un espace industriel, bordé par une purgerie et un cours d'eau, et où se trouvaient les cases des esclaves. Le domaine forme aujourd'hui un plan rectangulaire mêlant ancien couvent et usine.

### La chapelle Saint-Jacques

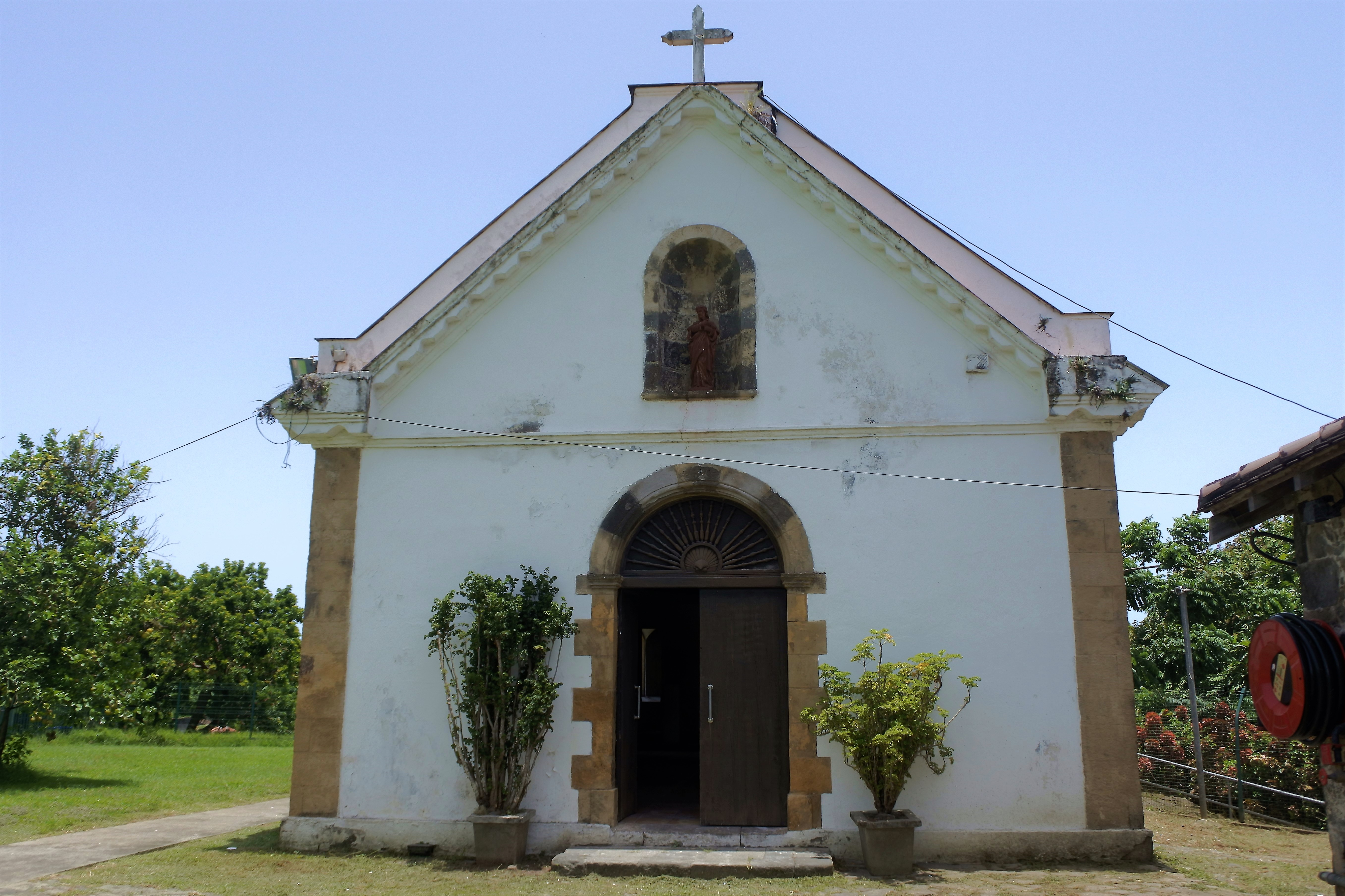
Façade de la chapelle, avec la niche contenant la statue de saint Jacques et la coquille Saint-Jacques au dessus du portail.

La chapelle actuelle a été reconstruite en 1769. Elle est constituée d’une nef centrale, construite avec des roches dures, récupérées sur les berges de la rivière ou sur la plage, et assemblées avec du mortier à base de sable volcanique et de chaux (débris de coraux venant de l’anse Azérot). La voute du portail, les encadrements des baies et les chaînages d'angle, sont composés de pierre ponce, roche volcanique tendre récupérée dans les rivières et sur l’îlet de Sainte-Marie. Au dessus du portail figure la coquille Saint-Jacques, symbole de l’ordre des Jacobins (Dominicains),
La structure interne du toit est en bois, et conçue comme une carène de bateau renversée. Elle est l'’œuvre de charpentiers de marine, engagés vivant à Saint-Pierre et intervenant sur les habitations en construction, moyennant un salaire hebdomadaire payé en nature.
Au milieu de la nef, un marbre porte l'inscription « Anna », indiquant le lieu où repose Andrée Prévoteau, décédée le 20 octobre 1882 à l’âge de 20 ans.
Chaque jour, depuis l’époque du père Labat, les esclaves participaient à 30 minutes de prières le matin. Ils allaient au catéchisme, étaient baptisés, et recevaient tous les sacrements de l’église. À la fin de la journée, une autre prière avait lieu.

### Le foyer ou monastère, ancienne maison des maîtres
Le monastère abrite maintenant une salle d’exposition.

### Les cases des esclaves

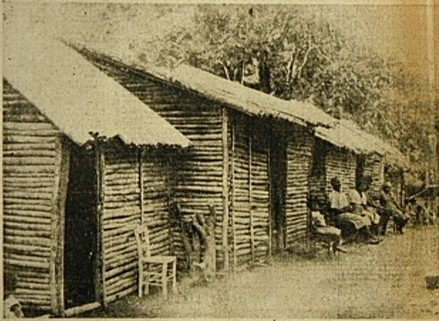
Exemple de rue cases-nègres à la Martinique vers 1950.

Les esclaves vivaient dans des cases très rustiques, construites en amont de l’habitation après le moulin, vers l’intérieur des terres, près des parcs à bestiaux. Construites à l'identique, elles étaient alignées le long d’une rue appelée « rue cases-nègres ». Les murs sont composés de roseaux et petites gaulettes, soutenues par un mélange de terre rouge et de bouse de vache, et parfois une couche de chaux sur les façades. Pour le toit, les cases sont couvertes de têtes de cannes à sucre et de roseaux.

### Le cimetière d'esclaves
Près de la Chapelle, sur un terrain privé de l'autre côté de la route, se situe l'ancien cimetière d'esclaves de l'habitation, découvert par hasard en 1992. Les fouilles ont permis de découvrir que les corps des captifs décédés étaient déposés, la plupart du temps, dans une bière, contrairement à ce qui se faisait dans les autres habitations. Selon les archéologues, la raison pourrait être que ces travailleurs appartenaient à des religieux.

## Protection patrimoniale
Par arrêté du 27 mai 1980, la chapelle, les façades et toitures de la purgerie, des anciens magasins, du foyer et de la cuisine sont inscrits à l'Inventaire supplémentaire des monuments historiques.